# Ernst Simons
Ernst Simons (geboren 7. August 1919 in Köln; gestorben 29. Januar 2006 ebenda) war ein deutscher Pädagoge, Religionslehrer und Überlebender des KZ Bergen-Belsen.

## Leben und Wirken
Simons war Sohn von Julius Simons (1887–1944), des letzten Rabbiners von Deutz, der mit den übrigen Familienmitgliedern im KZ Auschwitz umgebracht wurde. Weil Ernst Simons 1936 zwei Jahre vor dem Abitur das Deutzer Gymnasium Schaurtestraße verlassen musste, wanderte er nach Enschede aus. Dort konnte er nach einer Begabtenprüfung ein jüdisches Lehrerseminar besuchen. Kurz vor dem Examen im Mai 1940 fiel die Wehrmacht in die Niederlande ein. Während der deutschen Besatzung wurde Simons nach Amsterdam verschleppt und zu Fabrikarbeit zwangsverpflichtet; dort lernte er seine Frau Ans, eine holländische Jüdin, kennen, die er im August 1942 heiratete. 1943 wurden beide ins Durchgangslager Westerbork verschleppt und anschließend ins KZ Bergen-Belsen deportiert. Nach der Befreiung im April 1945 – er wog da nur noch 31,5 kg – durfte er als Deutscher nicht nach Enschede zurückkehren, um sein Studium zu beenden. Das Ehepaar ging für eine kurze Zeit in die Vereinigten Staaten, kehrte jedoch 1952 mit den 1946 und 1950 geborenen Töchtern nach Köln zurück. Hier wurde 1955 die dritte Tochter geboren. 1959 legte Simons in Köln sein Realschul-Lehrerexamen ab.
Nach seiner Rückkehr nach Köln wirkte Simons als Religionslehrer für die wenigen Kölner jüdischen Glaubens. 1957 eröffnete er ein Ferienheim für jüdische Kinder in Sobernheim, das er gemeinsam mit seiner Frau bis 1977 leitete. 1958 war Simons Mitbegründer der Kölnischen Gesellschaft für Christlich-Jüdische Zusammenarbeit Köln, deren Ehrenvorsitzender er wurde. Seit 1959 arbeitete er an der Realschule in Köln-Braunsfeld. Nach sechs Jahren wurde er zum Direktor der Schule bestellt. In den 1960er Jahren baute er mit dem damaligen Schuldezernenten der Stadt Köln, Johannes Giesberts, den Schüleraustausch mit der Partnerstadt Tel Aviv auf. Als Schulleiter in Braunsfeld richtete er als erster Klassen für Körperbehinderte ein, aus denen dann eine eigene Förderschule wurde, die bis zum Abitur führt; seit der Übernahme durch den LVR trägt sie den Namen LVR-Anna-Freud-Schule. Beide Schulen befinden sich auch nach dem Umzug nach Köln-Müngersdorf 1978 noch immer im selben Gebäudekomplex. Von 1973 bis zu seiner Pensionierung 1980 war Simons im Schulamt der Bezirksregierung Köln tätig, ab 1975 als Regierungsschuldirektor als erster seiner Glaubensgenossen in Deutschland.
Im Sinne seines Vaters engagierte sich Simons zeitlebens in der Synagogen-Gemeinde Köln, deren Gemeindevorsitzender er lange Zeit mit wenigen Unterbrechungen war. Seit 2001 war er Ehrenvorsitzender der Kölner Synagogen-Gemeinde. Da anfangs noch kein Rabbiner ordiniert war, übernahm er auch dessen Funktionen, wie dies in kleineren Gemeinden üblich ist. Während des Weltjugendtages in Köln 2005 besuchte Papst Benedikt XVI. Ernst Simons in der Synagoge in Köln.
2020 erschien posthum ein 2004 von Werner Bilz geführtes Interview mit Simons, in dem er sich an sein Wirken und sein Überleben erinnert.

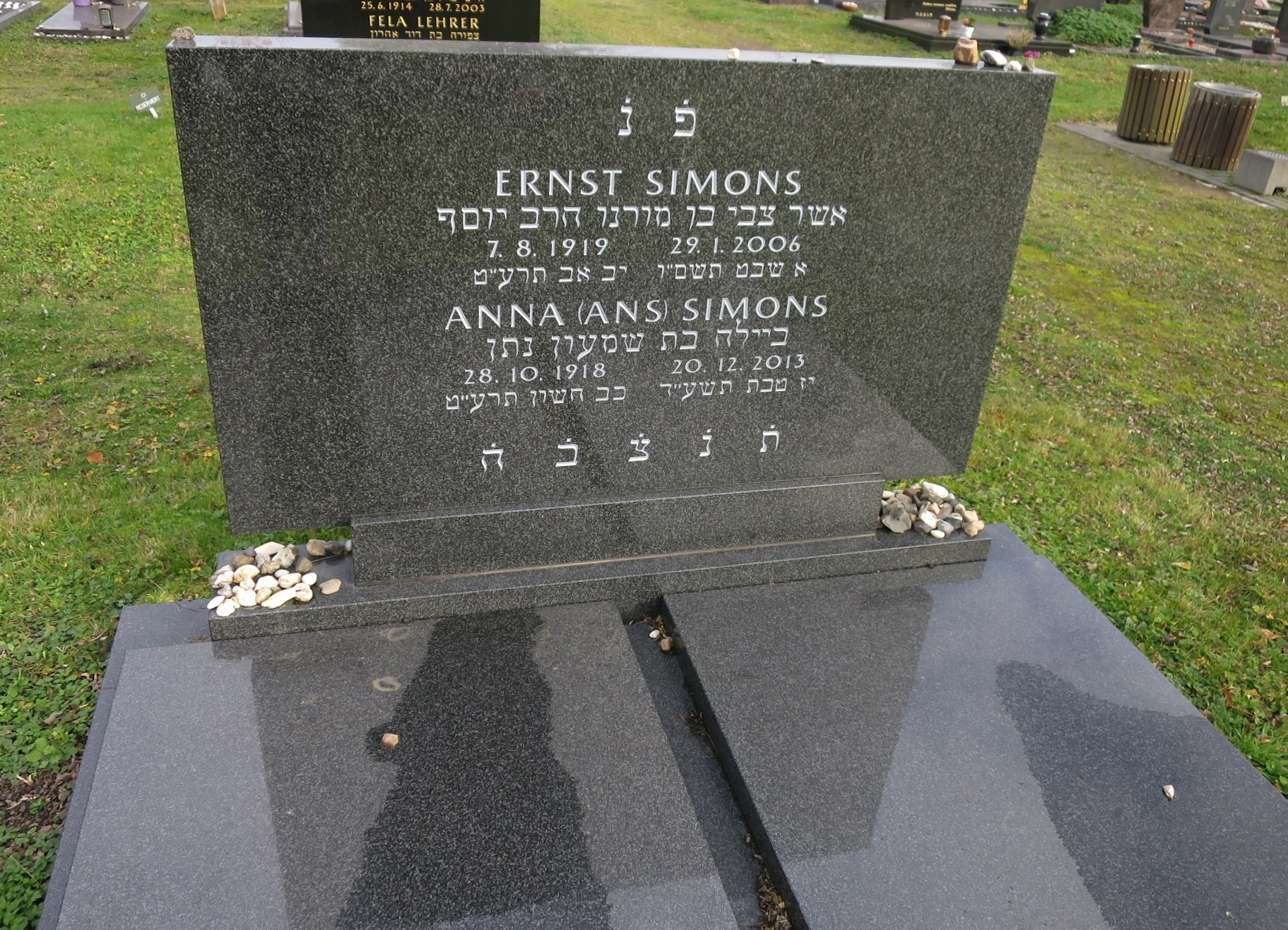
Ernst Simons – Grab auf dem Jüdischen Friedhof Köln-Bocklemünd

Ernst Simons starb am 29. Januar 2006 in Köln und wurde auf dem Jüdischen Friedhof Bocklemünd (Flur 33 Nr. 84/85) begraben. Im Nachruf nennt ihn die Gemeinde mit dem Ehrentitel Raw und seinem Synagogennamen Ascher Zwi ben HaRaw Josef (Sohn des Rabbi Josef = Julius).

## Ehrungen
- 1983 war Simons der dritte Preisträger der Pfarrer Georg Fritze-Gedächtnisgabe des evangelischen Kirchenkreises Köln-Mitte für Menschen und Gruppen, die sich in besonderer Weise für die Opfer von Diktatur und Gewalt einsetzen.
- Simons wurde am 16. März 1990 mit dem Verdienstorden des Landes Nordrhein-Westfalen ausgezeichnet.[10]
- Seine ehemalige Schule wurde 1991 in Ernst-Simons-Realschule umbenannt.[7]
- Simons war Träger des Bundesverdienstkreuzes (1979) und Bundesverdienstkreuzes 1. Klasse (1996)[5]
- 1998 trug er sich ins Goldene Buch der Stadt Köln ein.[7]